# Мария-Исабела Бурбон-Испанска
Вижте пояснителната страница за други личности с името Мария.
Мария-Исабела Бурбон-Испанска е испанска инфанта и кралица на Двете Сицилии, втора съпруга на крал Франциск I.

## Произход
Мария-Исабела е родена на 6 юли 1789 г. в Мадрид, Испания, като инфанта Мария-Исабела де Бурбон и Бурбон-Пармска (на испански: María Isabel de Borbón y Borbón-Parma). Тя е дъщеря на испанския крал Карлос IV и на Мария-Луиза Бурбон-Пармска.

## Кралица на Двете Сицилии
На 6 юли 1802 г. в Мадрид Мария-Исабела се омъжва по доверие (вместо младоженеца присъства негов представител) за първия си братовчед – принц Франциск I на Двете Сицилии. Официално бракосъчетанието е отпразнувано в Неапол на 19 август 1802 г.
На 4 януари 1825 г. умира кралят на Двете Сицилии Фердинанд I, а на престола като негов наследник се възкачва Франциск I, съпругът на Мария-Исабела, която е коронована за кралица на Двете Сицилии. Франциск I взема малко участие в управлението на страната, което е оставено в лицето на неговите фаворити, докато той самият прекарва повечето време със своите любовници, обкръжен от войници, поради множеството опити за покушение срещу него.
Франциск I умира на 8 ноември 1830 г. Мария-Исабела живее като вдовица в продължение на 9 години.

## Следващи години
На 15 януари 1839 г. 50-годишната Мария-Исабела се омъжва за втория си съпруг, Франциск, граф на Балцо и бъдея.
Тя умира на 13 септември 1848 г. в Портичи, Италия.

## Потомство
Мария-Исабела и Франциск имат дванадесет деца:
- Луиза Карлота Мария Изабела Бурбон-Двете Сицилии (24 октомври 1804, Портичи – 29 януари 1844, Мадрид), ∞ 12 юни 1819 за вуйчо си инфант Франсиско де Паула де Бурбон, херцог на Кадис, от когото има 11 деца
- Мария Кристина Фердинанда Бурбон-Двете Сицилии (27 април 1806, Палермо – 22 август 1878, Хавър), ∞ 1. 11 декември 1829 в Мадрид за вуйчо си испанския крал Фернандо VII, от когото има 1 деца 2. 28 декември 1833 тайно за Агустин Фернандо Муньос и Санчес, херцог на Рианзарез, от когото има 7 деца
- Фердинанд II Бурбон-Двете Сицилии (12 януари 1810, Палермо – 22 май 1859, Казерта), крал на Двете Сицилии от 1830 г., ∞ 1. 21 ноември 1832 в Палермо за втората си братовчедка принцеса Мария Кристина Савойска, от която има 1 син 2. 9 януари 1837 в Тренто за ехжгерцогиня Мария-Тереза Хабрсург-Тешен, от която има 12 деца
- Карл Фердинанд Бурбон-Двете Сицилии, граф на Капуа (10 ноември 1811, Палермо – 22 април 1862, Торино), ∞ 5 април 1836 морганатически за Пенелопе Смит, от която има 2 деца.
- Леополд Бурбон-Двете Сицилии, граф на Сиракуза (22 май 1813, Палермо – 4 декември 1860, Пиза), ∞ 16 юни 1837 за принцеса Мария Виктория Савойска-Каринян, от която има 1 дъщеря
- Мария Антония Бурбон-Двете Сицилии (19 декември 1814, Палермо – 7 ноември 1898, Гмуден), ∞ 7 юни 1833 за Леополд II (1797 – 1870), велик херцог на Тоскана, от когото има 10 деца
- Антон Паскал Бурбон-Двете Сицилии, граф на Лече (23 септември 1816, Палермо – 12 януари 1843, Неапол).
- Мария Амалия Фердинанда Бурбон-Двете Сицилии (25 февруари 1818, Поцуоли – 6 ноември 1857, Мадрид), ∞ 25 май 1832 в Мадрид за испанския инфант Себастиан де Бурбон, от когото няма деца
- Мария Каролина Бурбон-Двете Сицилии (29 ноември 1820, Неапол – 14 януари 1861, Триест), ∞ 10 юли 1850 за Дон Карлос Луис де Бурбон, граф на Монтемолин, претендент за испанския престол по време на Карлистките войни в Испания, от когото няма деца.
- Тереза Кристина Бурбон-Двете Сицилии (14 март 1822, Неапол – 28 декември 1889, Порто), ∞ 30 май 1843 в Неапол (пълномощник) за император Педро II Бразилски, от когото има 4 деца
- Лудвиг Карл Мария Йосиф Бурбон-Двете Сицилии, граф на Акуила (19 юли 1824, Неапол – 5 март 1897, Париж), ∞ 28 април 1844 в Рио де Жанейро за Жануария Бразилска, сестра на Педро II Бразилски, от която има 4 деца
- Франциск Бурбон-Двете Сицилии, граф на Трапани (13 август 1827, Неапол – 24 септември 1892, Париж), ∞ 10 април 1850 за ерцхерцогиня Мария-Изабела Хабсбург-Лотарингска, от която има 6 деца.